# 阿里切什蒂拉赫蒂瓦尼鄉
44°57′N 25°50′E / 44.950°N 25.833°E

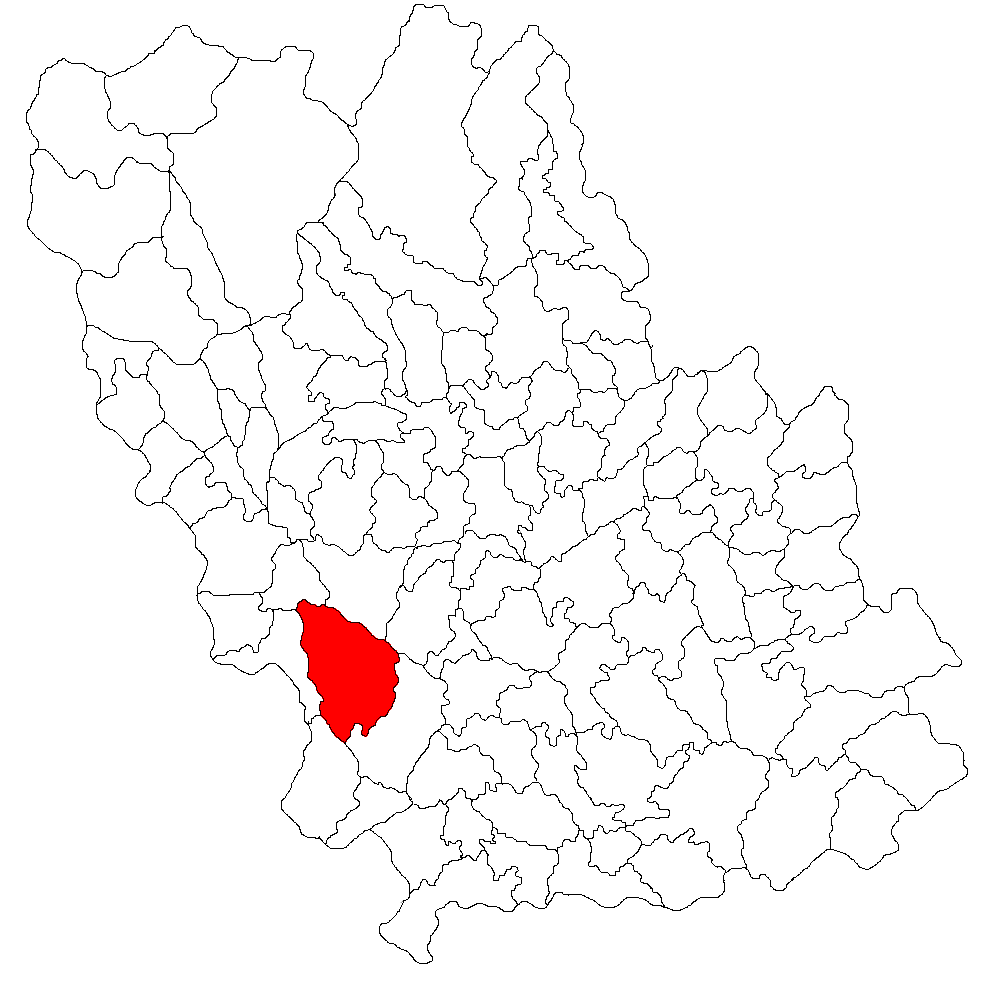
Aricestii Rahtivani jud Prahova

阿里切什蒂拉赫蒂瓦尼鄉（羅馬尼亞語：Comuna Ariceștii Rahtivani, Prahova），是羅馬尼亞的鄉份，位於該國中南部，由普拉霍瓦縣負責管轄，面積76平方公里，海拔高度236米，2007年人口8,334，人口密度每平方公里110人。